# Joan Rosembach

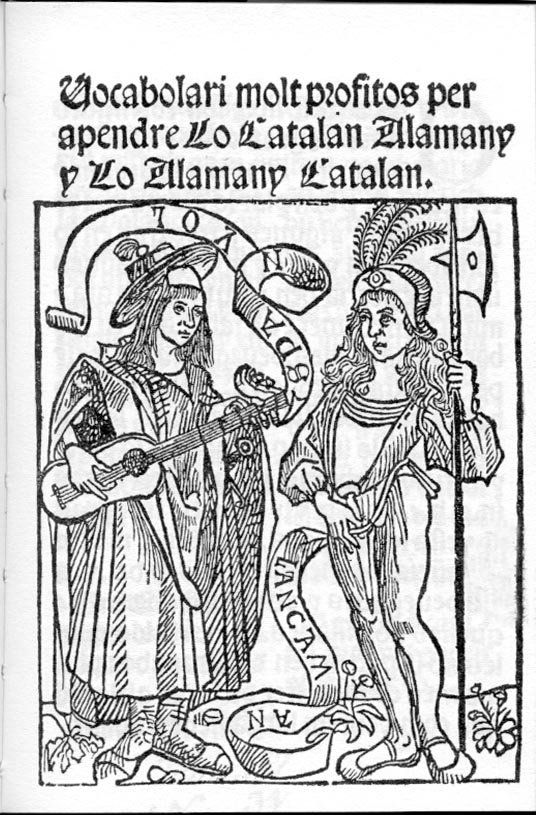
Vocabolari: Wörterbuch Katalanisch – Deutsch von Joan Rosembach, 1502 Perpignan

Joan Rosembach – Johann Rosembach – (* zirka 1470 in Heidelberg; † November 1530 in Barcelona) war ein deutscher in Katalonien tätiger Buchdrucker. Von seinen zahlreichen Werken sind etwa 90 bekannt. Sie beginnen bald nach 1490 und ziehen sich über fast 40 Jahre bis zum Jahr 1530. Er gilt als der wichtigste Buchdrucker seiner Zeit in Katalonien.

## Biographie
Joan Rosembach nennt sich im Explicit einiger seiner Drucke d’Heidelberg (oder de Heydelberch) und dies bleibt der einzige Hinweis auf seine Herkunft. Weder in der Heidelberger Universitätsmatrikel noch andernorts fand sich sein Name, zumal die ältere Heidelberger Überlieferung weitgehend dem großen Brand von 1693 zum Opfer fiel. Sein Biograph Karl Steiff vermutet ein näheres Verhältnis zu dem Drucker Johann Parix in Toulouse. Schon in frühen Jahren zog er nach Katalonien und gehörte zu einer namhaften Anzahl von Deutschen, die die Buchdruckerkunst erfolgreich in Katalonien einführten. Er blieb dort und katalanisierte seinen Vornamen.
Nachdem er einige Jahre in Valencia gearbeitet hatte, zog er Anfang 1492 nach Barcelona. Unter anderem entstand dort 1493 mit Lo càrcer d’amor das erste illustrierte Buch des katalanischen Buchdrucks und Anfang 1494 die Constitucions, die „Verfassung“, welche Ferdinand II. von Aragon den Corts Catalanes gewährte. Er erwarb sich einen Namen als Drucker liturgischer Schriften, so dass er ab 1497 einen Vertrag mit dem Erzbistum Tarragona erhielt. Zwischen 1498 und 1500 hielt er sich jeweils für längere Zeit in Tarragona auf.

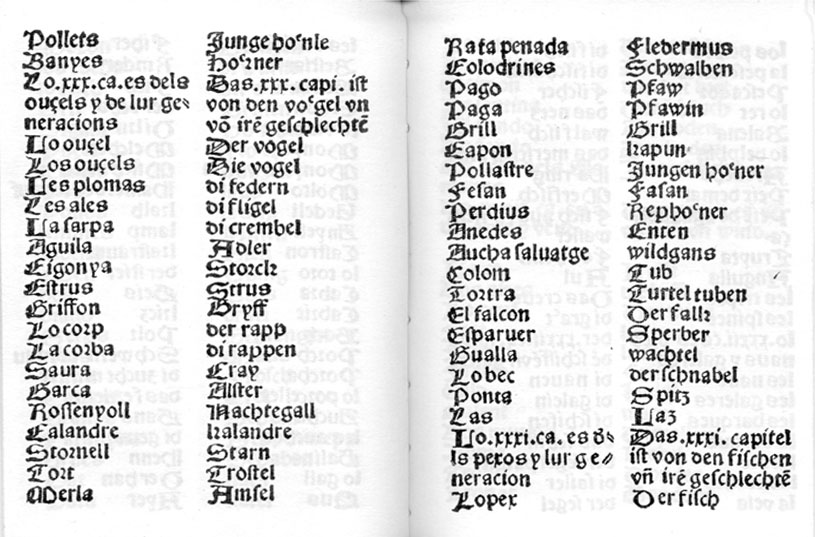
Seite aus dem katalanisch-deutschen Wörterbuch von 1502, auf der vorwiegend deutsche und katalanische Namen von Vögeln einander gegenübergestellt werden

Zwischen 1500 und 1503 wechselte sein Aufenthalt zwischen Barcelona und dem ebenfalls katalanischen Perpignan. Dort druckte er 1500 mit dem Breviarium Elnense eine bedeutende Inkunabel für das Bistum Elne, gefolgt 1502 von dem zweisprachigen Wörterbuch Vocabolari molt profitos per apendre Lo Catalan Alamany y Lo Alamany Catalan („Ein gar nützliches Wörterbuch, wodurch Katalanen Deutsch und Deutsche Katalanisch lernen können“). Das Explicit dieses Drucks ist in katalanischer und deutscher Sprache parallel nebeneinander gestellt. Das einzige bekannte Exemplar wird in der Biblioteca de Catalunya in Barcelona aufbewahrt.
Der Nutzen eines katalanisch-deutschen Wörterbuches wird deutlich, wenn man bedenkt, dass mit der Ausdehnung des Herrschaftsbereichs der Grafschaft Barcelona und des nachfolgenden katalanisch-aragonesischen Staatenbunds in den Mittelmeerraum der katalanische Einfluss im europäischen Handel stark gestiegen war und eine Kommunikation über die Sprachgrenzen immer wichtiger wurde.
Wieder in Barcelona druckte er Werke aller Art: liturgische, religiöse, medizinische, musikalische, grammatische, juristische und offizielle (z. B. das Consolat de Mar, 1514). Aber auch erste populäre Drucke waren dabei.
Zwischen 1518 und 1521 sowie zwischen 1523 und 1524 richtete er beim Kloster Montserrat eine Werkstatt ein, die er parallel zu der in Barcelona betrieb. Das Kloster, mit dem er schon länger vertraglich verbunden war, hatte ihm ein Haus in Olesa de Montserrat zugewiesen. In dieser Werkstatt entstanden große Mengen an religiösen Drucken.
Sein letzter bekannter Druck stammt vom 7. Februar 1530.
Rosembach starb im November 1530.

## Werke
- Joan Rosembach: Vocabulari molt profitós per apendre Lo Catalan Alamany y Lo Alamany Catalan, Perpinyà, 1502. (Dieses Werk existiert in Faksimileausgaben von 1916 und 1991: Tilbert D. Stegmann (Herausgeber): Katalanisch – Deutsches Vokabular aus dem Jahre 1502 – Nachdruck der von Pere Barnils besorgten Faksimileausgabe von 1916, Vocabulari Català – Alemany de l'any 1502, Frankfurt 1991, Domus Editoria Europaea, ISBN 3-927884-23-5)